# 北海道道12号枝幸音威子府線
北海道道12号枝幸音威子府線（ほっかいどうどう12ごう えさしおといねっぷせん）は、北海道枝幸郡枝幸町より中川郡音威子府村に至る道道（主要地方道）である。

## 概要
オホーツク海側の枝幸町・国道238号交点から、音威子府村の宗谷本線 音威子府駅を結ぶ。

### 路線データ
- 起点：北海道枝幸郡枝幸町下幌別（国道238号交点）
- 終点：北海道中川郡音威子府村字音威子府（JR北海道 音威子府駅、北海道道391号音威子府停車場線交点）
- 総延長：44.118 km[1]
- 実延長：29.580 km[1]
- 重用延長：14.538 km[1]
- 未舗装延長：0.339 km[1]

## 歴史
- 1954年（昭和29年）3月30日 - 27号枝幸常盤線として路線認定[2]。
- 1971年（昭和46年）10月21日 - 路線名を枝幸音威子府線に変更[3]。
- 1993年（平成5年）5月11日 - 建設省から、道道枝幸音威子府線が枝幸音威子府線として主要地方道に指定される[4]。
- 1994年（平成6年）10月1日 - 路線番号を12号に変更[5]。

## 路線状況

### 重複区間
- 北海道道120号美深中頓別線：枝幸郡枝幸町歌登西町 - 枝幸郡枝幸町歌登西歌登
- 国道275号：枝幸郡中頓別町字小頓別 - 中川郡音威子府村字音威子府

### 道路施設

#### 主なトンネル
- 歌登トンネル（526.5 m、枝幸町歌登パンケナイ）

#### 主な橋梁
- 浜風橋（14 m、ゴミノ川、枝幸町下幌別）
- 金駒内橋（31 m、ケモマナイ川、枝幸町下幌別）
- 境橋（44 m、イタコマナイ川、枝幸町下幌別 - 枝幸町歌登パンケナイ）
- 柳橋（42 m、パンケナイ川、枝幸町歌登パンケナイ）
- 長久橋（48 m、オムロシュベツ川、枝幸町歌登西町 - 枝幸町歌登桧垣町）
- 弥生橋（73 m、北見幌別川、枝幸町歌登西歌登）
- 君影橋（60 m、北見幌別川、枝幸町歌登中央）
- 毛登別橋（30 m、毛登別川、枝幸町歌登中央）
- 千歳橋（21 m、毛登別川、枝幸町歌登中央）
- 中神橋（21 m、毛登別川、枝幸町歌登中央）
- 柴山橋（21 m、毛登別川、枝幸町歌登毛登別）
- 宏流橋（21 m、毛登別川、枝幸町歌登毛登別）
- 誠香橋（21 m、毛登別川、枝幸町歌登毛登別）
- 不二橋（20 m、毛登別川、枝幸町歌登毛登別）
- 問屠牛内橋（7 m、トイトシナイ川、枝幸町歌登毛登別）
- 上毛登別橋（13 m、イノ沢川、枝幸町歌登毛登別）
- 新導橋（23 m、頓別川、中頓別町小頓別）

## 地理

### 通過する自治体

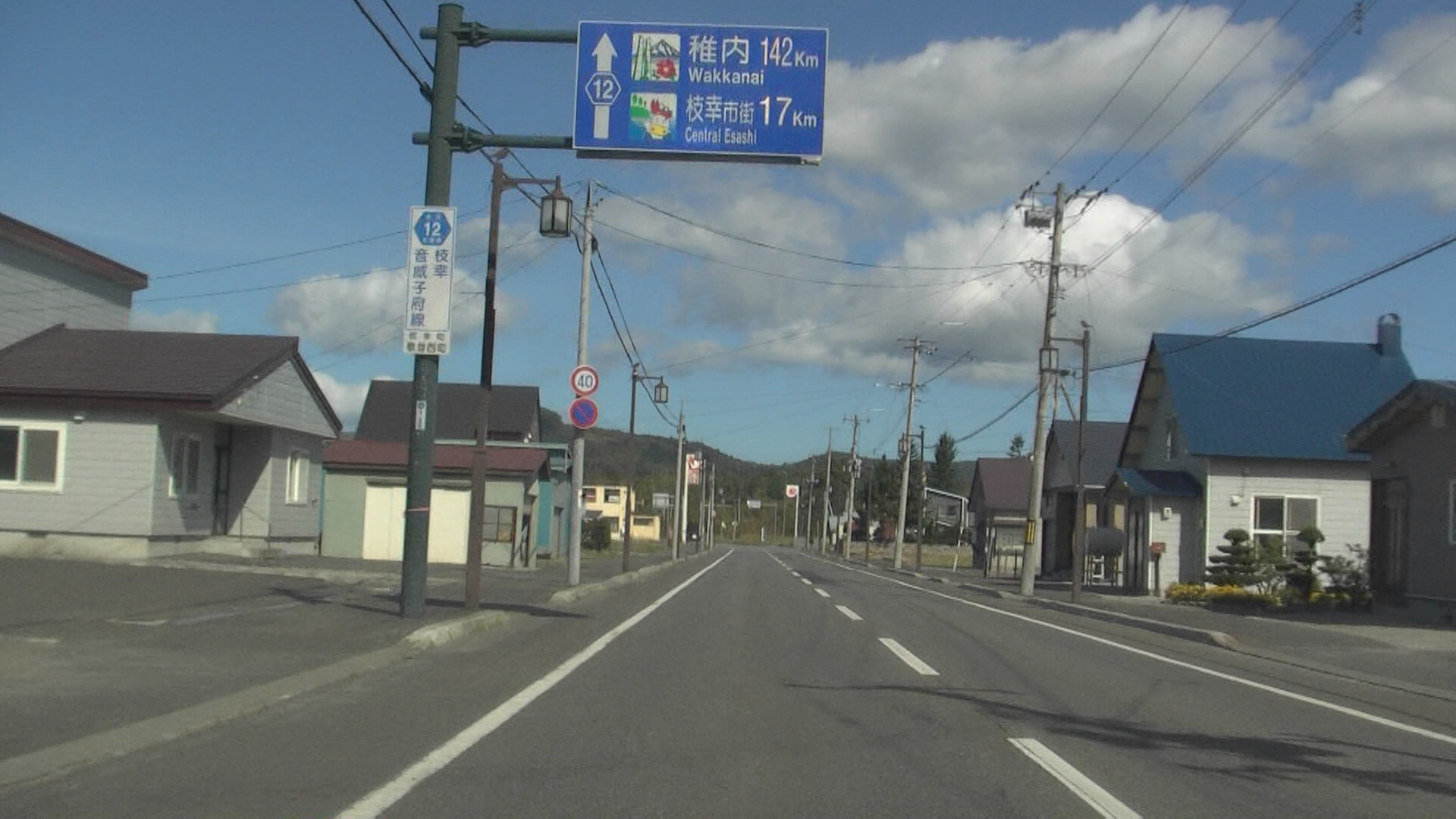
歌登市街

- 宗谷総合振興局
  - 枝幸郡
    - 枝幸町
    - 中頓別町
- 上川総合振興局
  - 中川郡
    - 音威子府村

### 交差する道路
枝幸町
- 国道238号 - 下幌別（起点）
- 北海道道120号美深中頓別線 - 歌登西町、歌登西歌登（重複）
- 北海道道220号歌登咲来停車場線 - 歌登中央
- 北海道道764号本幌別上毛登別線 - 歌登毛登別

中頓別町
- 国道275号 - 小頓別

音威子府村
- 国道275号 - 音威子府
- 北海道道391号音威子府停車場線 - 音威子府（終点）

### 主な峠
- 天北峠：中頓別町字秋田 - 音威子府村字上音威子府（国道275号重複区間）

### 沿線にある施設など
枝幸町
- セイコーマート 歌登店
- 歌登郵便局
- 枝幸町立歌登小学校
- 枝幸町立歌登中学校

中頓別町
- 小頓別郵便局

音威子府村
- 道の駅おといねっぷ
- JR北海道 宗谷本線 音威子府駅